# گیوستو دمنابوی
گیوستو دمنابوی (ایتالیایی: Giusto de' Menabuoi نقاش ایتالیایی دوران ابتدایی رنسانس بود. زادگاه او فلورانس بود.